# Vargar
Vargar (em persa: ورگر) é uma aldeia do distrito rural de Jaber-e Ansar, no condado de Abdanan, da província de Ilam, Irã. No censo de 2006, sua população era de 45 habitantes, em 13 famílias.